# Bevrijdingsmonument Loosduinen

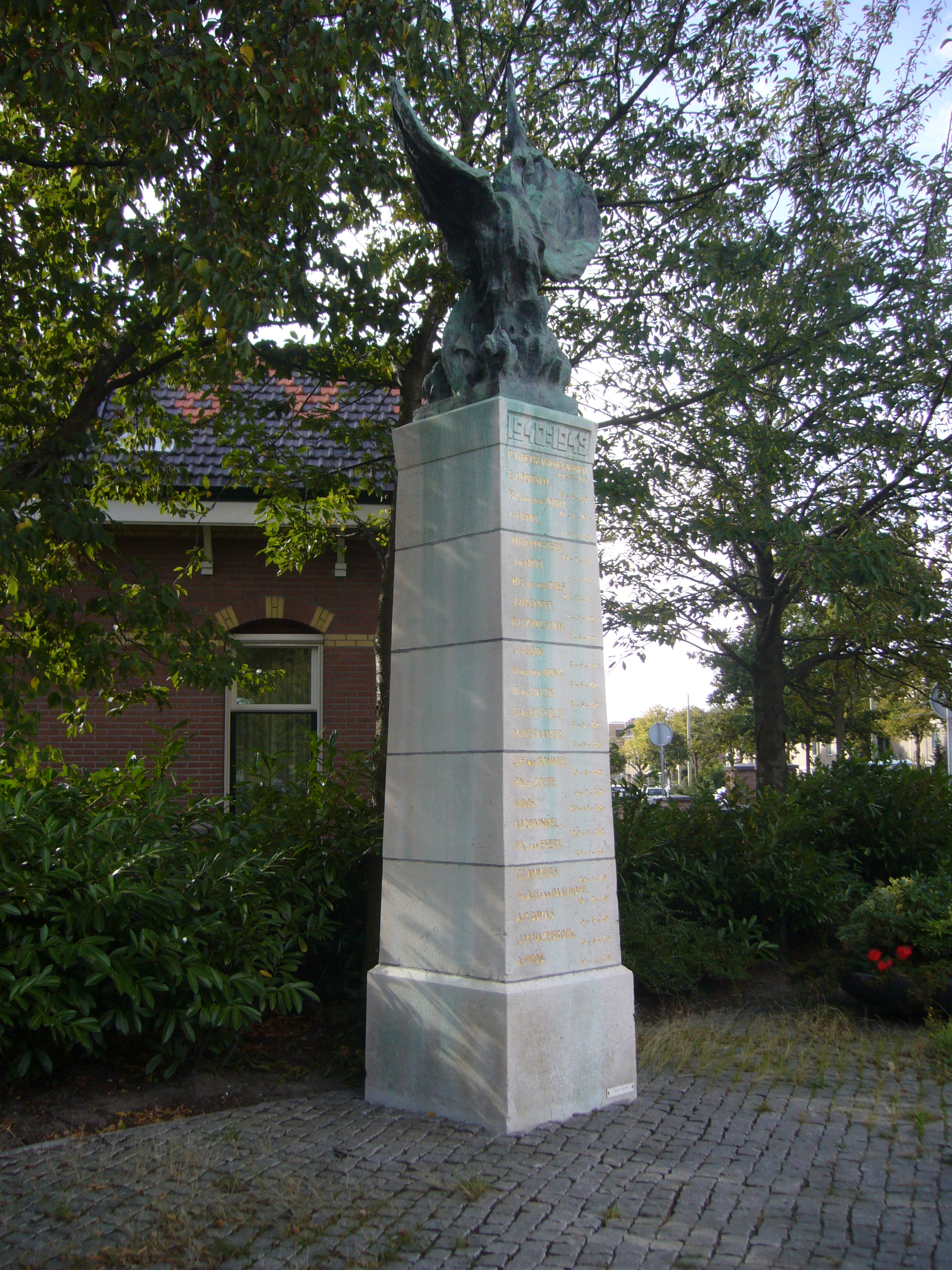
1940-1945

Het bevrijdingsmonument in Loosduinen herdenkt 24 verzetsmensen uit het Nederlandse voormalige dorp Loosduinen die het leven lieten gedurende de Tweede Wereldoorlog.
Het monument staat aan de Loosduinse Hoofdstraat, hoek Lippe Biesterfeldweg, niet ver van de OLV Hemelvaart kerk.
Direct na 1945 werd er een eenvoudig houten kruis geplaatst. Het huidige monument kwam tot stand op initiatief van de stichting Bevrijdingsmonument Loosduinen. Op 26 april 1955 werd het houten kruis vervangen door het huidige monument, gemaakt door Pieter Biesiot (1890-1980) en M.M. Ossenburg. Het is een uit de as herrijzende bronzen feniks op een stenen obilisk. 
Op de voorzijde staan de namen van de 24 verzetsmensen. Ook zijn straten naar hen vernoemd die op de Loosduinse Hoofdweg uitkomen.